# 矢田部村
矢田部村（やたべむら）は茨城県鹿島郡にかつて存在した村である。

## 地理
- 旧波崎町の中部、現在の神栖市の南部に位置する。
- 村域のほとんど平地になっている。
- 村は太平洋に面し、利根川の北岸に位置している。

## 歴史

### 村域の変遷
- 1889年（明治22年）4月1日 - 町村制施行により、近世以来の矢田部村が単独で自治体を形成。
- 1955年（昭和30年）2月15日 - 波崎町に編入。同日矢田部村廃止。

変遷表
| 1868年 以前 | 1868年 以前 | 明治22年 4月1日 | 昭和30年 2月15日 | 平成17年 8月1日 | 現在   |
| ----------- | ----------- | --------------- | ---------------- | --------------- | ------ |
|             | 矢田部村    | 矢田部村        | 波崎町 に編入    | 神栖町 に編入   | 神栖市 |

## 人口・世帯

### 人口
総数 [単位： 人]
| 1891年（明治24年） | 2,712 |
| 1920年（大正 9年） | 3,183 |
| 1935年（昭和10年） | 3,591 |
| 1950年（昭和25年） | 4,563 |

### 世帯
総数 [単位： 世帯]
| 1920年（大正 9年） | 587 |
| 1935年（昭和10年） | 578 |
| 1950年（昭和25年） | 704 |

## 交通

### 道路
- 二級国道
  - 国道124号